# Globulina d'unió a hormones sexuals
La globulina d'unió a hormones sexuals (abreviada SHBG, de l'anglès sex hormone-binding globulin) és una glicoproteïna que s'uneix a andrògens i estrògens. Quan la produeixen les cèl·lules de Sertoli als túbuls seminífers del testicles, s'anomena proteïna d'unió a andrògens (ABP, de l'anglès androgen-binding protein).
Altres hormones esteroides com la progesterona, el cortisol i altres corticoesteroides estan units per la transcortina. L'SHBG es troba en tots els vertebrats excepte en els ocells.

## Importància clínica

### Nivells alts o baixos

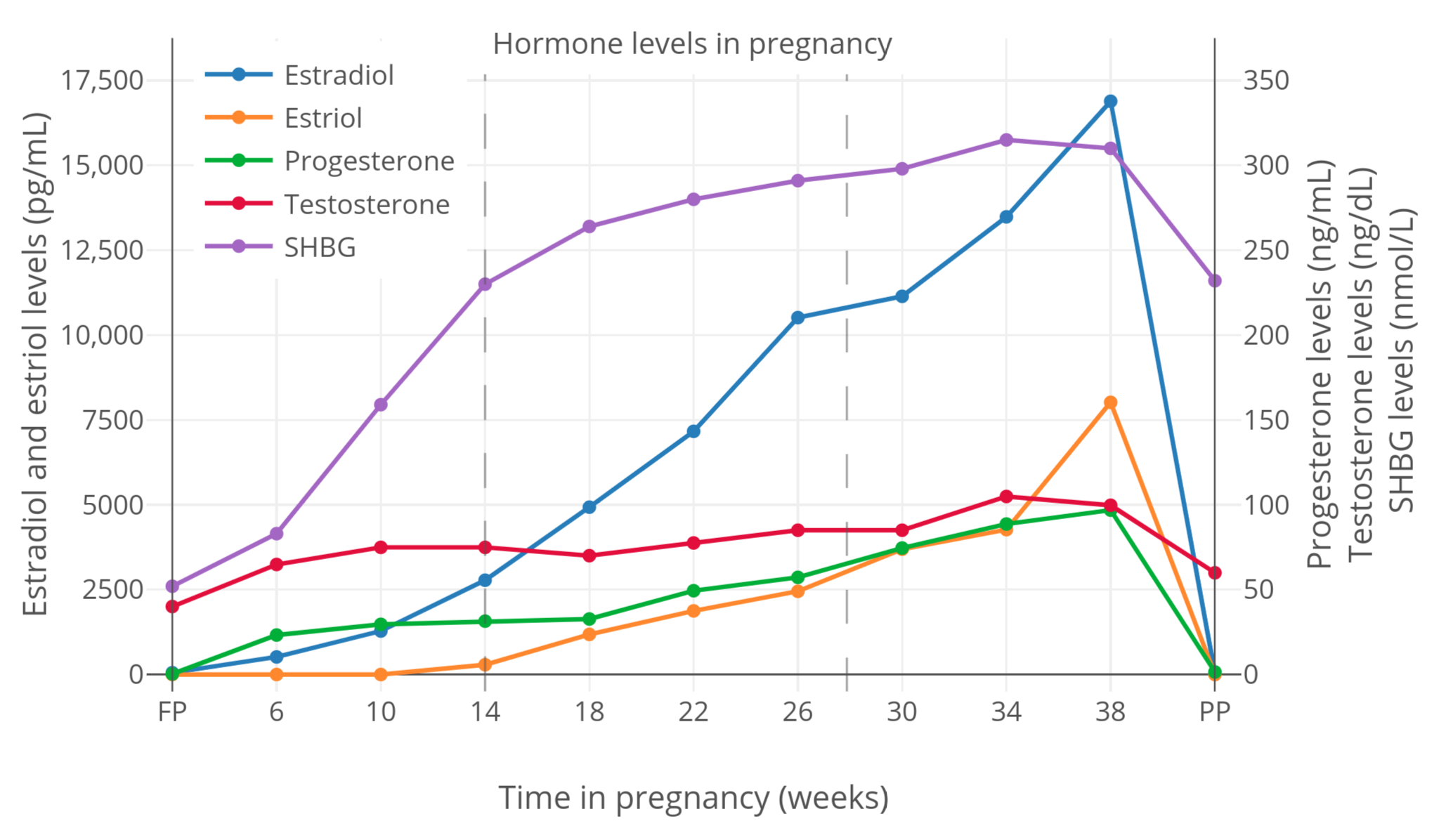
Nivells d'hormones sexuals i SHBG durant l'embaràs en dones.

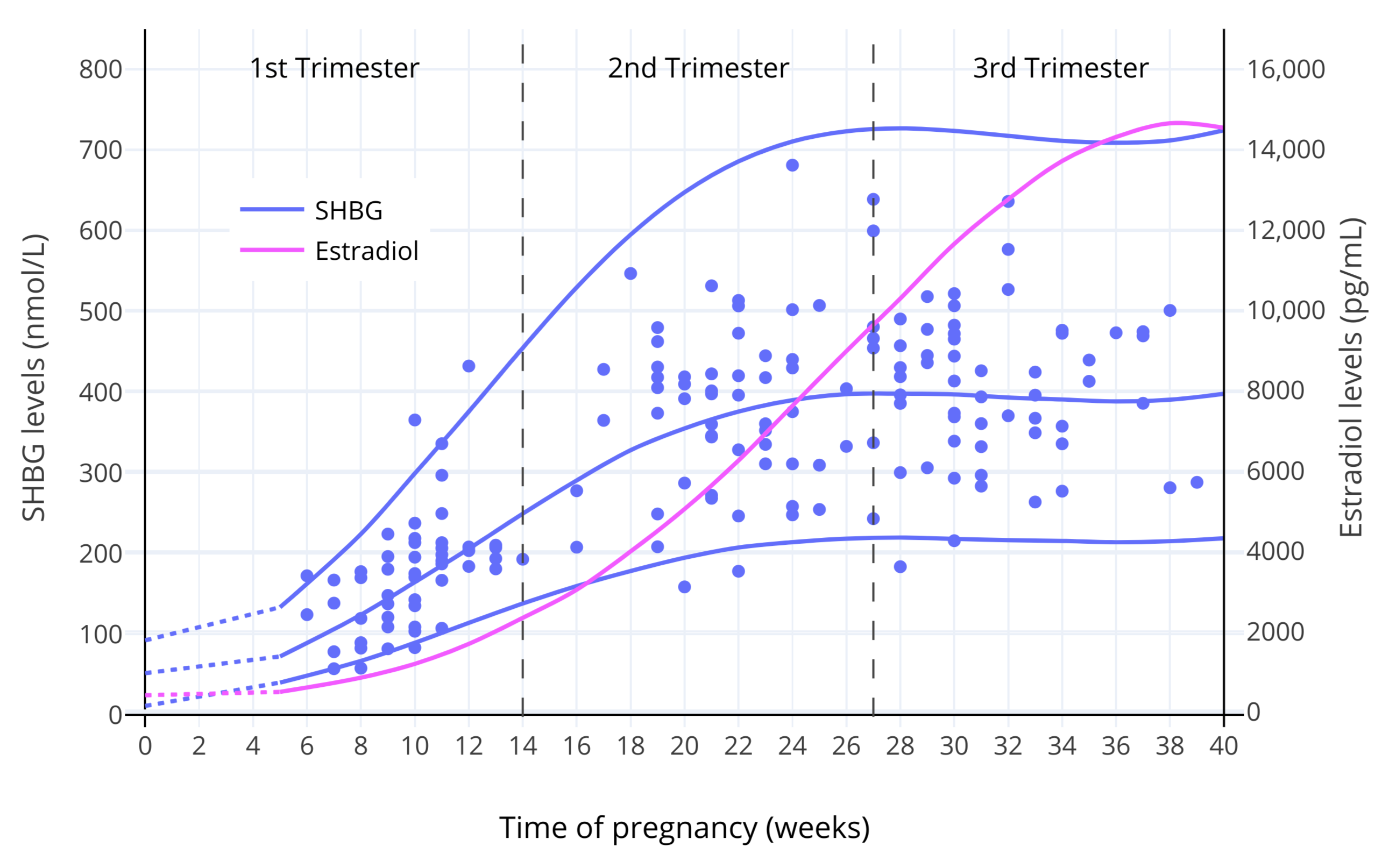
Nivells d'SHBG i estradiol durant l'embaràs en dones. Per a SHBG, les línies són la mitjana i Nivells del percentil 95 mentre que els punts són mesures individuals. Per a l'estradiol, la línia és la mitjana nivell. S'extrapolen les parts discontínues de les línies.

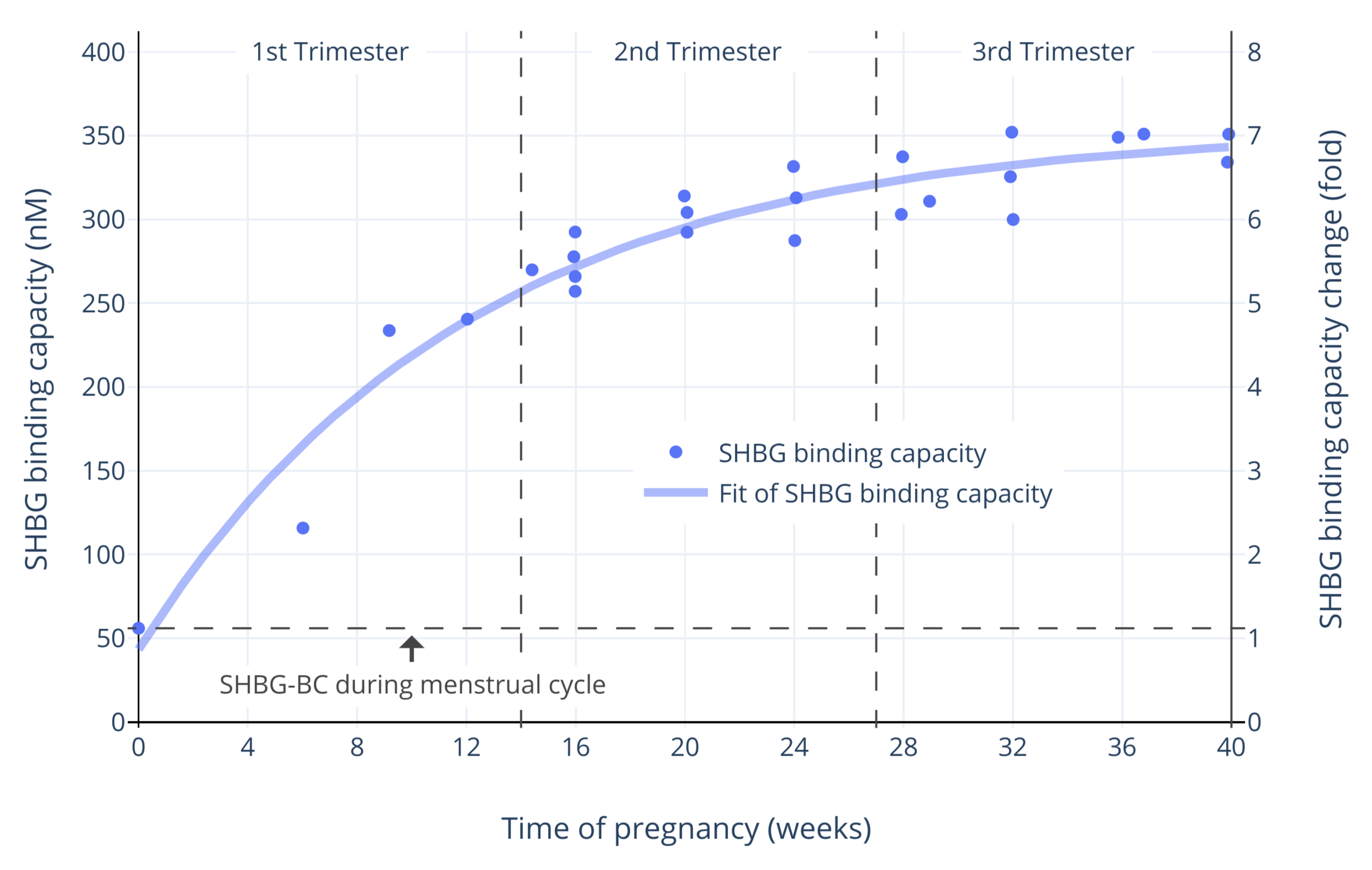
Capacitat d'unió d'SHBG durant l'embaràs en dones.

Els nivells d'SHBG es disminueixen per andrògens, administració d'esteroides anabòlics, síndrome d'ovari poliquístic, hipotiroïdisme, obesitat, síndrome de Cushing i acromegàlia. Els nivells baixos de SHBG augmenten la probabilitat de diabetis tipus 2. Els nivells d'SHBG augmenten amb estats estrogènics (anticonceptius orals), embaràs, hipertiroïdisme, cirrosi, anorèxia nerviosa i per certs fàrmacs. La restricció calòrica a llarg termini augmenta l'SHBG en rosegadors i homes, alhora que redueix la testosterona lliure i total i l'estradiol i no té cap efecte sobre la DHEA-S, que no té afinitat per l'SHBG. La síndrome d'ovari poliquístic s'associa amb la resistència a la insulina i l'excés d'insulina redueix l'SHBG, la qual cosa augmenta els nivells de testosterona lliure.